# Microsoft Dynamics GP
Microsoft Dynamics GP ist ein ERP-System von Microsoft, basierend auf Microsoft SQL Server und ist für den Einsatz im Mittelstand sowie für Unternehmen mit mehreren Standorten bzw. mit internationaler Ausrichtung vorgesehen.
Das Produkt wurde ursprünglich von Great Plains Software entwickelt und Ende 2000 von Microsoft übernommen.
Microsoft Dynamics GP ist nur im englischsprachigen, kanadischen und lateinamerikanischen Markt verfügbar. Dynamics GP wird in Deutschland nicht vermarktet, doch häufig sind aufgrund von Konzernstrukturen entsprechende Installationen auch in Europa zu betreuen.
Ende September 2024 hat Microsoft angekündigt, den Support für Dynamics GP zum 30. September 2029 einzustellen. Sicherheitsupdates werden bis Ende April 2031 bereitgestellt. Als Nachfolger wird Microsoft Dynamics 365 Business Central positioniert, das zwar primär auf die Cloud ausgelegt ist, wie Dynamics GP jedoch auch On-Premises betrieben werden kann und erweiterte Integrationsmöglichkeiten bietet.